# 이학수 (1959년)
이학수(1959년 9월 12일~)는 대한민국의 대학 교수 겸 기업인이자 교육인이고, 행정학 박사 출신이며, 전북 전주 생이다.

## 생애

### 주요 경력
- 충북대학교 행정학과 객원교수
- 한국수자원공사 감사실 차장(2008년 2월 29일~2012년 10월 19일)
- 충남대학교 행정학과 겸임교수
- 한국수자원공사 감사실 실장(2012년 10월 19일~2013년 10월 23일)
- 한국수자원공사 도시환경사업본부 본부장
- 한국수자원공사 상무이사
- 한국수자원공사 부사장
- 한국수자원공사 부사장 겸 사장 직무대리
- 한국수자원공사 사장
- 광주과학기술원 객원교수
- 한국상하수도협회 부회장

### 학력
- 1987년 2월, 연세대학교 행정학과 학사(78학번·5년간 휴학·1987년 2월 당시 학사 학위 취득.)
- 1998년 8월, 미국 애리조나 주립 대학교 대학원 행정학 석사(1996년 9월 입학. 1998년 8월 취득.)
- 2006년 3월, 미국 애리조나 주립 대학교 대학원 행정학 박사(2002년 3월 입학. 2006년 3월 취득.)